# Erland Lagerlöf (översättare)
Erland Lagerlöf, född 7 november 1854 i Kristinehamn, död 24 maj 1913 i Lund, var en svensk skolman, översättare och författare.

## Biografi
Lagerlöf tillhörde släkten  Lagerlöf från Värmland, en värmländsk släkt med många litterära kopplingar. Till första generationen hörde professorn, skalden och vältalaren Petrus Lagerlöf. Erlands farfar, kyrkoherden Magnus Lagerlöf, var kusin till Esaias Tegnér och Erland själv var syssling till Selma Lagerlöf. Av hans nio syskon var den yngre brodern Carl Lagerlöf (senare känd advokat) skolkamrat med Gustaf Fröding.
Erland Lagerlöf gick i gymnasium i Karlstad och har själv omvittnat att han under denna tid genomgick en religiös väckelse. Efter studentexamen 1873 valde han dock inte att studera teologi utan i stället klassiska språk och andra humanistiska ämnen, först vid Uppsala och sedan (från 1875) vid Lunds universitet. Vid det senare blev han filosofie kandidat 1878 och filosofie doktor 1892 på en avhandling om Platons dialog Sofisten.
Under studietiden var Lagerlöf engagerad i studentlivet. Han var bland annat kurator, vice ordförande för Lunds studentkår och aktiv i Sällskapet CC. Han framträdde som sångare, var en god dansör, kunde fäktas florett och ansågs som en charmerande yngling. Samtidigt innebar studietiden en stor sorg: hans älskade dog i lungsot 1880, en händelse han själv senare har behandlat i dikten Studenterna (publicerad 1895). Lagerlöf gifte sig aldrig.
Efter sin disputation hade Lagerlöf direkt erhållit en docentur i teoretisk filosofi, vilken han formellt upprätthöll till 1897. I praktiken verkade han dock aldrig som föreläsare vid universitetet utan arbetade i stället som läroverkslärare, först vid Katedralskolan i Lund och senare i Malmö. År 1899 blev han lektor i modersmålet och filosofisk propedeutik vid Västerås högre läroverk. 
Ett flertal elever vid de olika skolor Lagerlöf undervisade vid har senare vittnat om vilken entusiasmerande lärare han var. En av dem, H.S. Nyberg, skrev i Stockholms-Tidningen 1952 om hur han och hans klasskamrater i femte klass "begrep först senare att vi suttit vid ett genis fötter. Men han tog oss helt fångna. Han agerade, nej, han levde historia. Han formligen uppförde Shakespeares Caesar för oss när vi läste det kapitlet i antikens historia. Vi var förtrollade av honom."
Lagerlöf började vid denna tid dock få problem med hörseln, och troligen delvis på grund av detta begärde han efter några år i Västerås tjänstledigt från sitt lektorat; en kanske viktigare orsak var dock att han ville få mer tid att arbeta med olika översättningsprojekt.
Redan 1884 hade Lagerlöf publicerat en översättning av Theokritos' Idyller (prisbelönt av Svenska Akademien), och han följde 1896 upp med Juvenalis' Satirer vilken återigen belönades av akademien, denna gång med ett hedersomnämnande. För den senare översättningen erhöll Lagerlöf även halva Letterstedtska priset av Vetenskapsakademien 1897. Hans stora arbete var dock de svenska översättningarna av Homeros två diktepos Odysséen och Iliaden, med vilka han blev klar 1908 respektive 1912. Lagerlöfs översättningar var länge de dominerande svenska tolkningarna av dessa verk. 
Efter avskedet från läroverket hade Lagerlöf flyttat till Grisslehamn, där han blev bekant med Albert Engström och den unge Ludvig Nordström. Den senare har lämnat en livfull skildring av hur Lagerlöf, bosatt på ett pensionat, satt i ett av böcker till bristningsgränsen fyllt rum med trasig fönsterruta, uppkrupen i sängen med nattrock och skinnmösa, arbetande med sina översättningar till långt in på nätterna. Sina sista år levde Lagerlöf dock i en proprare bostad i Lund. I denna hittades han död en majdag 1913, året efter att han fullbordat sitt Homerosprojekt. Dödsorsaken var, enligt samtida press, blodstörtning.
Utöver sina översättningar publicerade Lagerlöf även en samling med egna dikter 1895.

### Översättningar
- Theokritos (1884). Theokritos' Idyller / öfversättning af Erland Lagerlöf. Lund: Gleerup. Libris 899874
- Juvenalis (1896). Juvenalis' Satirer : sedeskildringar från Roms kejsartid  / på svenska af Erland Lagerlöf. Lund: Gleerupska universitetsbokhandeln. Libris 526520
- Homeros (1908). Homeros' Odyssée / från grekiskan av Erland Lagerlöf. Stockholm. Libris 443695
  - Homeros (1957). Homeros' Odyssé / med företal av Harry Martinson ; från grekiskan av Erland Lagerlöf ; [övers. revid. av Gerhard Bendz]. Lund: Gleerup. Libris 505515
  - Homeros (2012). Odysséen : Lagerlöfs Homeros : Erland Lagerlöfs klassiska översättning / utgiven och kommenterad av Jan Stolpe och med inledning av Jesper Svenbro. Svenska klassiker / utgivna av Svenska akademien, 99-2090989-0. Stockholm: Svenska akademien i samverkan med Atlantis. Libris 18150748. ISBN 978-91-7353-549-6. http://litteraturbanken.se/forfattare/Homeros/titlar/LagerlofsHomerosOdysseen/info
- Homeros (1912). Homeros' Iliad. Lund: Gleerup. Libris 504813
  -  Homeros' Iliad / från grekiskan av Erland Lagerlöf ; i bearb. och med inledning av Gerhard Bendz. Lund: Gleerup. 1958. Libris 8073372
  - Homeros (2012). Iliaden : Lagerlöfs Homeros : Erland Lagerlöfs klassiska översättning / utgiven och kommenterad av Jan Stolpe och med inledning av Jesper Svenbro. Svenska klassiker / utgivna av Svenska akademien, 99-2090989-0. Stockholm: Svenska akademien i samverkan med Atlantis. Libris 18150747. ISBN 978-91-7353-550-2. http://litteraturbanken.se/forfattare/Homeros/titlar/LagerlofsHomerosIliaden/info

## Priser och utmärkelser
- 1897 – Letterstedtska priset för översättningen av Juvenalis satirer
- 1909 – Letterstedtska priset för översättningen av Homeros Odysséen